# Златният град
„Златният град“ (на немски: Die goldene Stadt) е германски филм от 1942 година, мелодрама на режисьора Файт Харлан по негов сценарий в съавторство с Алфред Браун, базиран на пиесата „Гигантът“ на Рихард Билингер.
Сюжетът е подчертано ксенофобски и описва наивно селско момиче, судетска немкиня, което отива в Прага и там е прелъстено, семейството му се отказва от него и то се самоубива. Главните роли се изпълняват от Кристина Зьодербаум, Ойген Кльопфер, Ани Розар.